# L'Amour vache
Pour plus de détails, voir Fiche technique et Distribution.
L'Amour vache est un téléfilm français réalisé par Christophe Douchand en 2009 et diffusé pour la première fois en Suisse le 9 janvier 2010 sur TSR1, en France, Monaco et Andorre le 14 janvier 2010 sur M6 et en Belgique et Luxembourg le 22 mars 2010 sur La Une.
Il fut suivi de L'Amour encore plus vache l'année suivante.

## Synopsis
Lili et son fiancé Eric sont un couple de parisiens, plein de préjugés envers la vie à la campagne. Ils passent toutefois le week-end dans le Sud-Ouest de la France pour le mariage du frère d'Eric. Durant la célébration, Lili s'ennuie à mourir jusqu'à ce qu'elle croise le regard de Luc, agriculteur de la région et père célibataire. C'est le coup de foudre, mais ils n'imaginent pas se revoir. Toutefois, les circonstances s'en mêlent et obligent Lili à habiter seule en face de la ferme de Luc.
Si Lili se montre bourrée de préjugés face à un Luc plutôt bougon, les deux jeunes gens sont inévitablement attirés l'un par l'autre. Et Lili a beau lutter, elle finit par reconnaître que sa relation avec Eric n'est pas si parfaite que ça et encore plus, que certes elle ne se plaît pas à la campagne, mais que son voisin est plutôt séduisant. Il lui faudra donc s'adapter à cette nouvelle vie ainsi que choisir entre Eric et Luc. Ce dernier et Lili ne cessent de se chamailler, jusqu'où cette relation peut-elle aller ?

## Fiche technique
- Réalisateur : Christophe Douchand
- Scénario : Camille Pouzol
- Musique : Laurent Sauvagnac, Stéphane Zidi
- Date de diffusion :
- Suisse : 9 janvier 2010 sur TSR1
- France  Monaco  Andorre : 14 janvier 2010 sur M6
- Belgique  Luxembourg : 22 mars 2010 sur La Une
- Durée : 92 minutes.

## Distribution
- Delphine Chanéac : Lili
- Thierry Neuvic : Luc
- Laure Marsac : Carole
- Stéphane Metzger : Fred
- Emmanuel Patron : Éric
- Laurent Collombert : François
- Gérard Croce : Patrice
- Hugo Moan : Antoine
- Régis Lux : Mathieu

## Reference
1. ↑  www.allocine.fr